# 泰森費里鎮區 (密蘇里州聖路易斯縣)
泰森費里鎮區（英語：Tesson Ferry Township）是位於美國密蘇里州聖路易斯縣的一個行政鎮區。

## 地方資料
泰森費里鎮區的面積為53.31平方千米，當中陸地面積為52.11平方千米，而水域面積為1.20平方千米。根據2020年美國人口普查的數據，當地共有人口39520人，而人口密度為每平方千米741.32人。